# Metro Prag
Die Prager Metro (tschechisch Pražské metro) ist neben dem Straßenbahn-, Oberleitungs- und Stadtbusnetz sowie den Vorortzügen, der Esko (S-Bahn), der Seilbahn und den Fähren ein integraler Bestandteil des öffentlichen Personennahverkehrs und wichtigstes Verkehrsmittel der tschechischen Hauptstadt Prag. Das U-Bahn-Netz ist nach dem sowjetischen U-Bahn-Modell mit drei Linien, die ein innerstädtisches Dreieck bilden, angelegt und existiert seit 1974. Die Metro wird durch die Aktiengesellschaft Dopravní podnik hlavního města Prahy (Verkehrsbetrieb der Hauptstadt Prag) betrieben.

## Liniennetz
Das Prager Metrosystem hat eine Länge von 65,2 Kilometern, verfügt über 61 Stationen (wobei drei davon auf jeweils zwei Linien liegen) und ist von 5 bis 24 Uhr in Betrieb. Die kürzeste Zugfolgezeit für die Linien A und B beträgt in Spitzenzeiten 150 Sekunden, für die Linie C 115 Sekunden (Stand 1. Februar 2008).
Prag hat insgesamt drei U-Bahn-Linien:
| Linie | Farbe | Strecke                         | Eröffnung | Länge   | Stationen                         |
| ----- | ----- | ------------------------------- | --------- | ------- | --------------------------------- |
| A     | Grün  | Nemocnice Motol – Depo Hostivař | 1978      | 17,1 km | 17                                |
| B     | Gelb  | Zličín – Černý Most             | 1985      | 25,7 km | 24                                |
| C     | Rot   | Letňany – Háje                  | 1974      | 22,4 km | 20                                |
| D     | Blau  | Náměstí Míru - Depo Písnice     | 2031      | 0,0 km  | (Voraussichtlich 10 im Jahr 2031) |

### Linienverläufe

#### Linie A

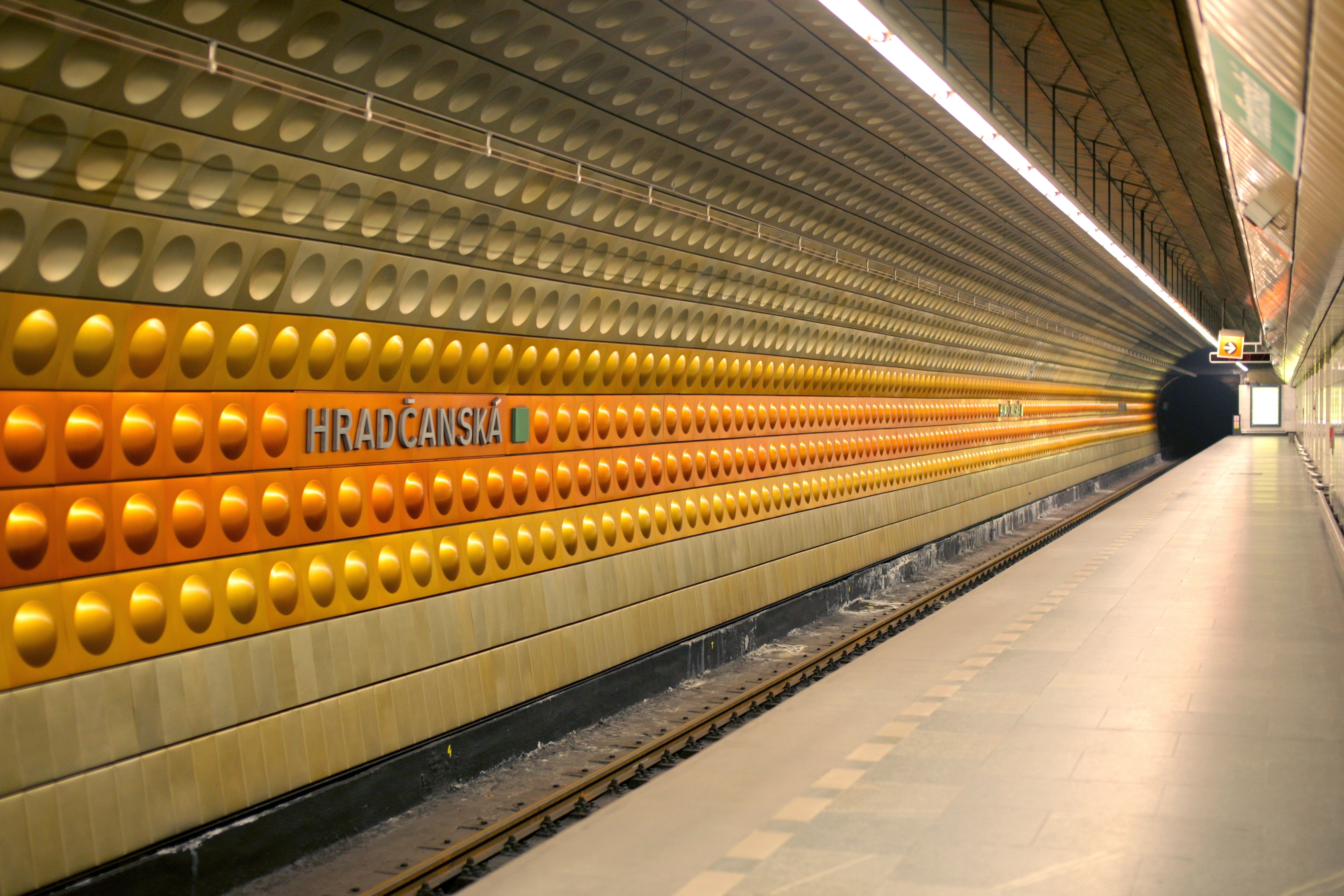
Metrostation Hradčanská

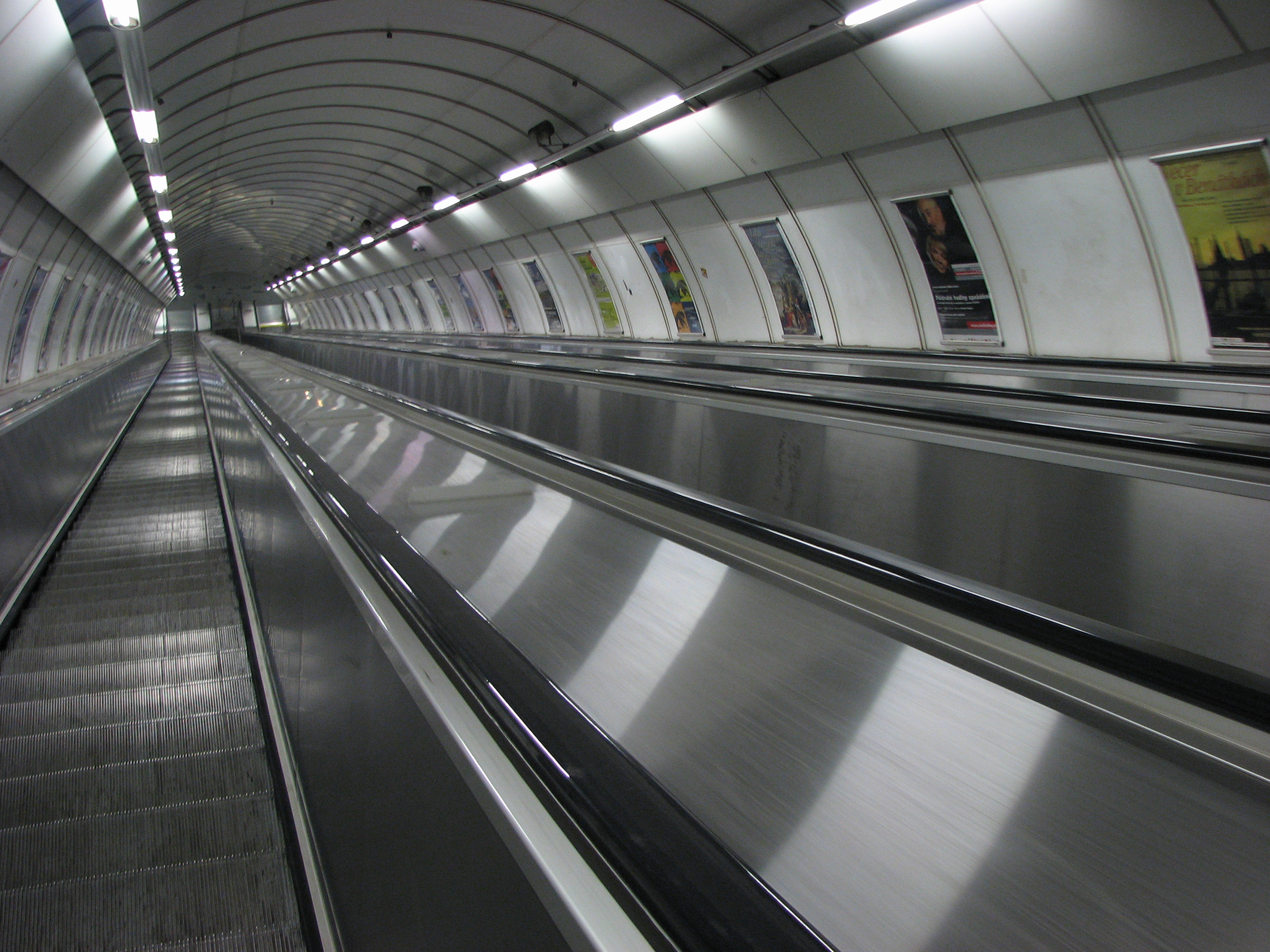
Rolltreppe Hradčanská

Die Linie A führt ausgehend von dem Prager Stadtteil Motol (Station Nemocnice Motol) im Nordwesten der Stadt kontinuierlich in Richtung Südosten bis nach Depo Hostivař. Dabei passiert die Trasse die Stadtteile Hradčany (Hradčanská) und die Kleinseite (tschechisch Malá Strana) mit den nach ihnen benannten Stationen Hradčanská und Malostranská, bevor unterhalb der Mánesův most die Moldau untertunnelt wird; danach wird bereits mit dem Haltepunkt Staroměstská die Altstadt erreicht. Anschließend wird der Wenzelsplatz mit den beiden Umstiegsbahnhöfen Můstek und Muzeum unterfahren. Weiterhin sind die Stadtviertel Vinohrady und Žižkov mit den Stationen Náměstí Míru, Jiřího z Poděbrad, Flora und Želivského angebunden. Die Trassierung endet nach den letzten beiden, im Stadtteil Strašnice liegenden, Haltepunkten Strašnická und Skalka unmittelbar in der Station Depo Hostivař, die sich im gleichnamigen Depot befindet.
Eine Erweiterung auf dem Abschnitt Dejvice–Nemocnice Motol wurde am 6. April 2015 eröffnet.

#### Linie B

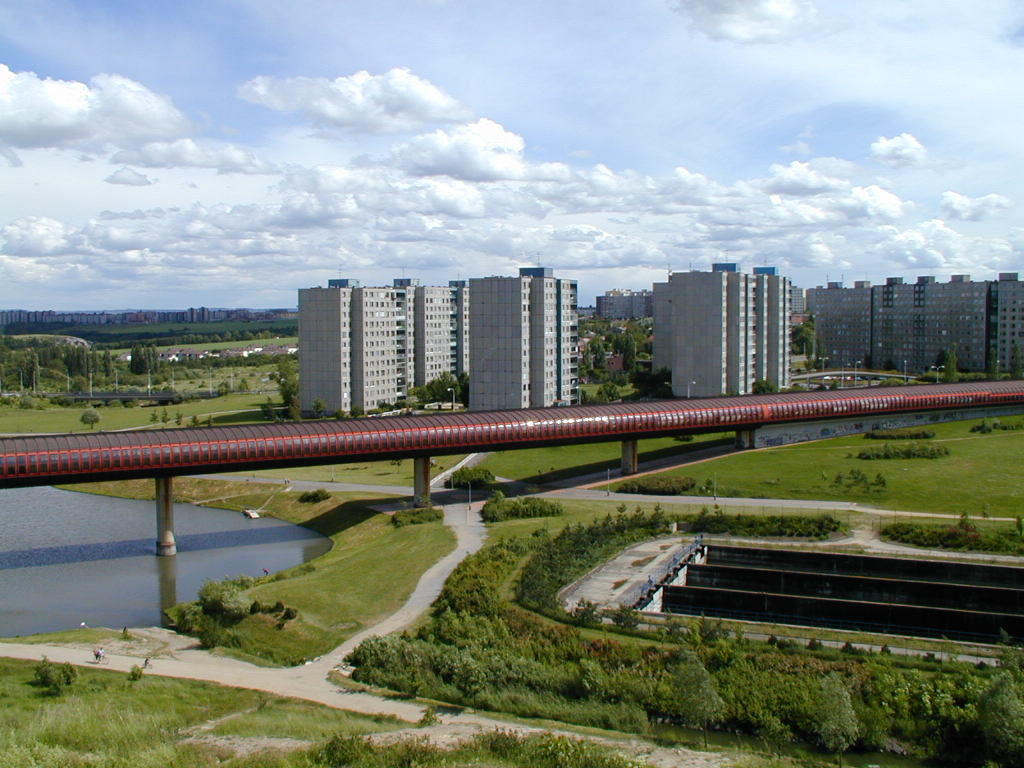
Oberirdischer Tubus zwischen Lužiny und Hůrka

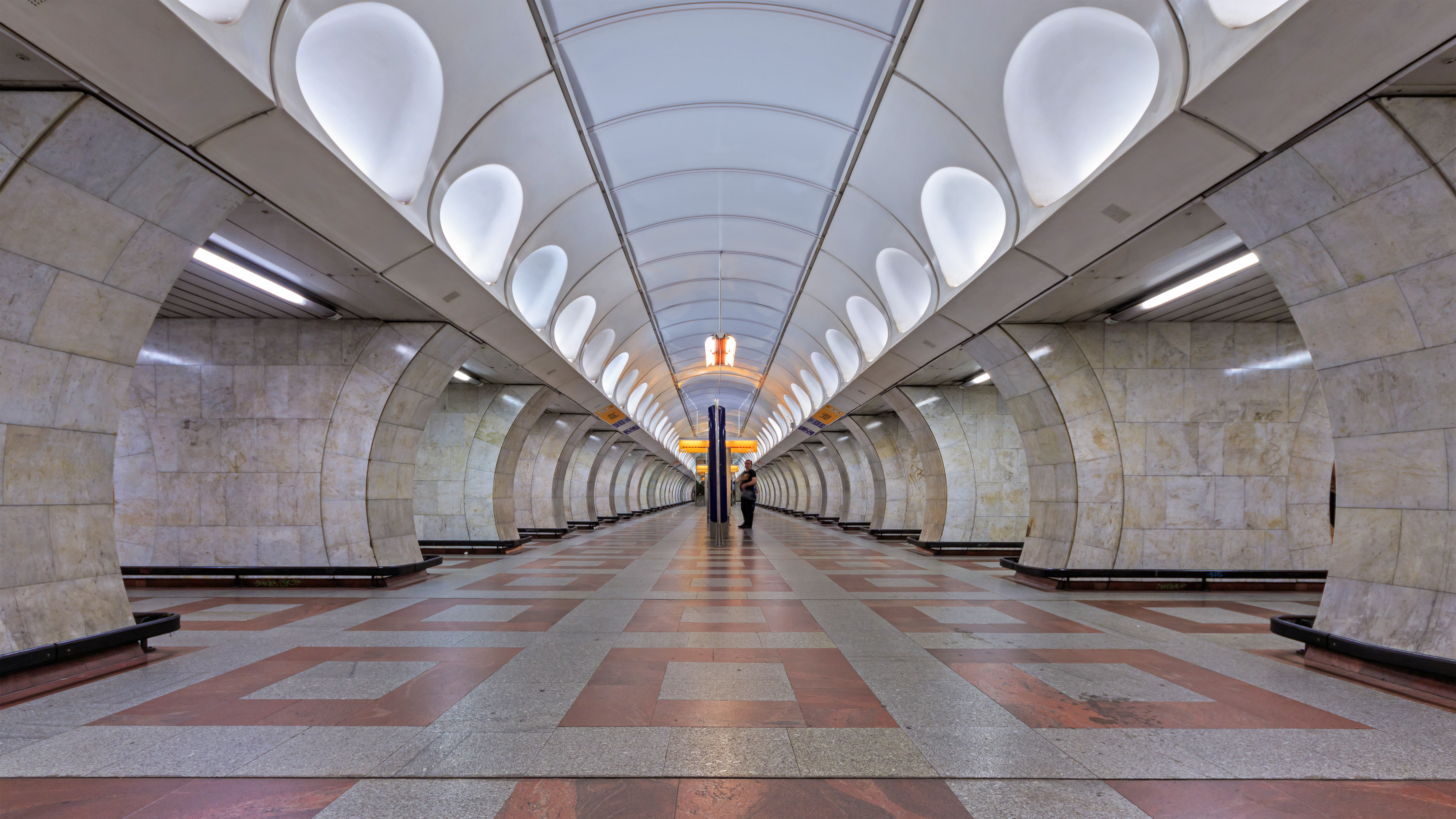
Die Station Anděl ist Prager Zeugnis der Moskauer Metro-Architektur

Die längste aller drei Metrolinien führt in Südwest-Nordost-Richtung, dabei wird nahezu das gesamte Stadtgebiet durchfahren. Ausgehend von dem Gebiet von Zličín, das durch zahlreiche Neubaugebiete geprägt ist, erschließt diese Metrolinie in östlicher Richtung mit den Bahnhöfen Stodůlky, Luka, Lužiny, Hůrka und Nové Butovice die Siedlungsschwerpunkte um Stodůlky im Westen der Stadt. Besonderheit des Streckenabschnitts zwischen Lužiny und Hůrka ist der Gleisverlauf in einem oberirdischen Tubus. Danach sind der Reihe nach Jinonice (Station Jinonice) und Radlice mit dessen Station Radlická durch die Metro mit den anderen Stadtteilen verbunden. Nach einem großen Bogen in Richtung Norden erreicht die Strecke Smíchovské nádraží (Bahnhof Smíchov, Umsteigestation zur Eisenbahn) und Anděl. Die beiden im Stadtteil Smíchov gelegenen Stationen bieten wichtige Übergänge zu zahlreichen Straßenbahnlinien. Nach einem markanten Rechtsbogen untertunnelt die Metro die Moldau unterhalb der Palackého most. Nach einem zweiten Bogen, an dessen Ende der Straßenbahnknotenpunkt Karlovo náměstí am Karlsplatz steht, wird in nördlicher Richtung mit dem zweiten Verknüpfungspunkt Národní třída die Neustadt unterfahren. Nun wird mit dem zentralen U-Bahn-Umsteigebahnhof Můstek der Wenzelsplatz tangiert, bevor über die Station Náměstí Republiky unterhalb des gleichnamigen Platzes und Florenc, dem zweiten Umsteigepunkt innerhalb der U-Bahn unter dem Ort gleichen Namens, Umsteigemöglichkeiten zur Straßenbahn geboten werden. Weiter führt die Strecke Richtung Nordosten, dadurch ist mit den Haltepunkten Křižíkova, Invalidovna und Palmovka der Stadtteil Karlín gut an das Metronetz angebunden. Nach der darauffolgenden Station Českomoravská werden die Tunnelanlagen östlich fortgeführt; damit erschließt die Linie B mit den weiteren Bahnhöfen Vysočanská und Kolbenova die bebauten Gebiete von Vysočany. Schließlich folgen die nach dem Stadtteil benannte Station Hloubětín, danach Rajská zahrada, bevor mit dem Endpunkt Černý Most die Strecke endet und dabei die Neubaugebiete im östlichsten Teil der Stadt erschließt.
Die Station Rajská zahrada ist in Tschechien für ihre architektonische Gestaltung zum „Bau des Jahres 1999“ erklärt worden. Die beiden Streckengleise verlaufen hier oberirdisch übereinander.

#### Linie C
Beginnend mit den Haltestellen Letňany, Prosek und Střížkov im nordöstlichen Stadtgebiet und über die Metrostationen Ládví sowie Kobylisy führen die Tunnel in einem großen Bogen ein erstes Mal unter die Moldau und verknüpfen mit der Station Nádraží Holešovice (Bahnhof Holešovice) das Metronetz mit dem Vorortbahnnetz der tschechischen Eisenbahn. Kurz nach der folgenden Station Vltavská unterquert die Strecke ein zweites Mal die Moldau und erreicht den Umsteigepunkt Florenc. Weiter im Stadtzentrum führt sie unter der innerstädtischen Nord-Süd-Schnellstraße an die Station Hlavní nádraží (Hauptbahnhof), und anschließend nach Muzeum. Mit dem weiteren Verlauf unter der benannten Schnellstraße gelangt die Strecke nach I. P. Pavlova in die Neustadt. Danach wird sie unterhalb der Schnellstraßenbrücke Nuselský most bis nach Vyšehrad zur gleichnamigen Station geführt, wobei auch Nusle damit gut bedient wird. Hier verlässt die Metrostrecke die Schnellstraße und erreicht in südöstlicher Richtung über die Stationen Pražského povstání, Pankrác, Budějovická und Kačerov den gleichnamigen Stadtteil. Mit den letzten vier Stationen Roztyly, Chodov, Opatov und Háje wird das größte Wohngebiet der Tschechischen Republik im Süden der Stadt versorgt, das in den 1970er Jahren entstand und mehr als 100.000 Menschen aufnimmt.
Vom im Sommer 2004 eröffneten U-Bahnhof Ládví der Linie C geht es seit dem 8. Mai 2008 über die beiden Zwischenstationen Střížkov und Prosek weiter nordöstlich nach Letňany. Die 4,6 Kilometer lange Strecke erschließt die dicht bebauten Gebiete in Prosek, im Norden der Stadt. Damit ist die Linie C inzwischen 22,7 km lang; die Kosten für den bergmännisch erstellten Bauabschnitt IV.C2 betrugen insgesamt 620 Millionen Euro. Mit Inbetriebnahme wurde das Busnetz im Nordosten Prags komplett geändert, mehr als 40 Buslinienverläufe wurden den neuen Gegebenheiten angepasst.
Die drei neuen U-Bahn-Stationen verfügen über einen barrierefreien Zugang. Alle drei Stationen besitzen neuartige Lichtstreifen aus LED, die auf die Sicherheitszone an der Bahnsteigkante hinweist. Am Bahnhof Letňany wurde gemeinsam mit der Metro-Eröffnung ein großer Busbahnhof gebaut. Gleichzeitig soll ein großer Park+Ride-Parkplatz mit 687 Stellplätzen Autofahrer motivieren, den öffentlichen Nahverkehr zu nutzen.

#### Linie D
Die Linie D der Prager Metro ist seit 2022 im Bau, sie soll einmal 10,5 km lang sein und von Náměstí Míru nach Depo Písnice führen.

### Stationen

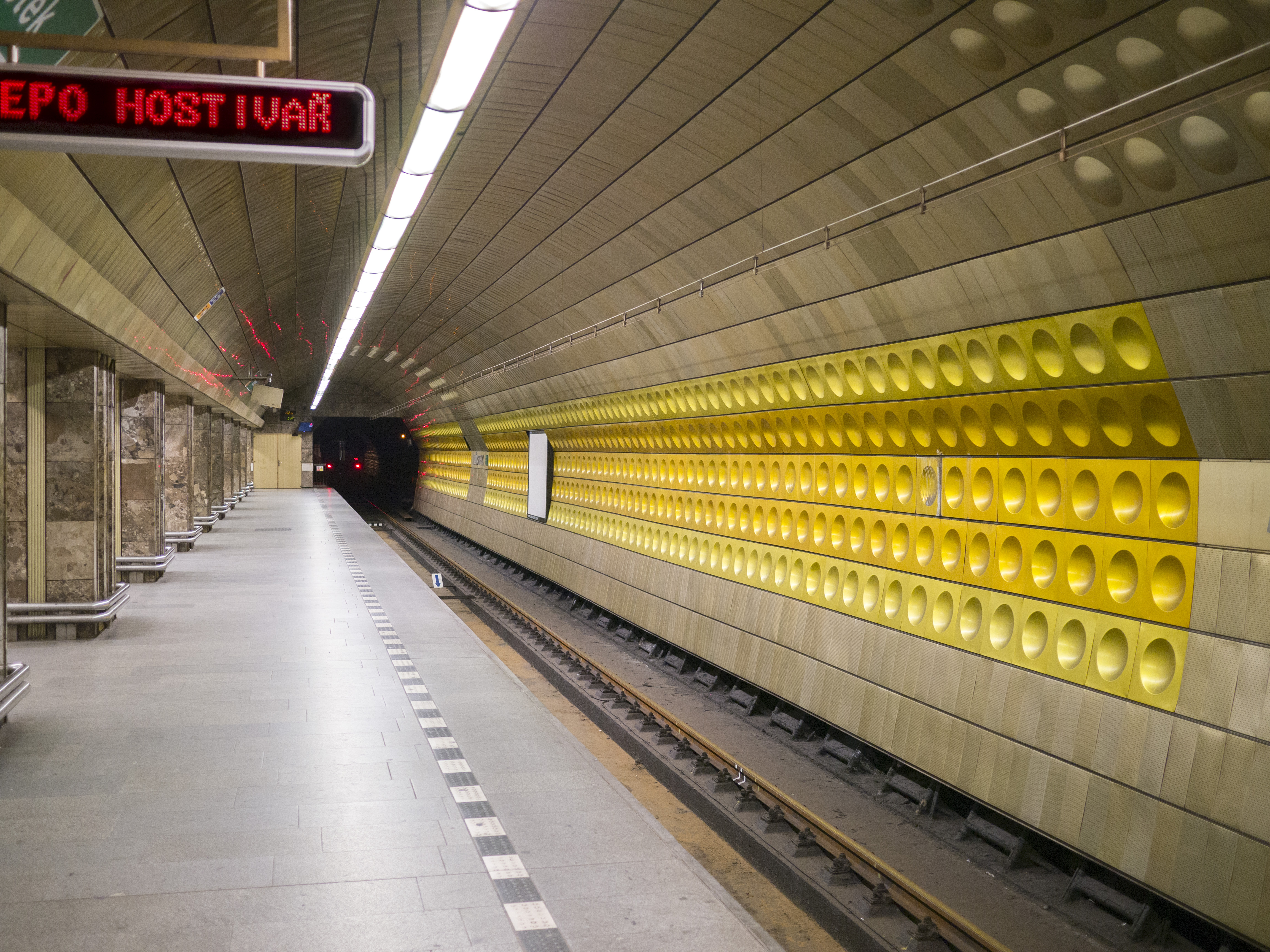
Station Můstek mit Aluminiumpanels

Die U-Bahn Prags ist ein „freies System“, bei dem sich an den Eingängen zur Metro keine Sperren oder ähnliche Einrichtungen befinden. Anhand der Architektur und anderer städtebaulicher Merkmale an den 61 Stationen der Prager Metro kann man die Entwicklung der Prager U-Bahn nachvollziehen. Die meisten sind mit Mittelbahnsteigen ausgestattet, einige haben Seitenbahnsteige. Eine Besonderheit ist der Bahnhof Rajská zahrada, dessen Seitenbahnsteige oberirdisch auf zwei Etagen verteilt sind. Die Tiefe ist recht unterschiedlich: Während viele Stationen außerhalb der Innenstadt direkt unter dem Erdboden liegen, befinden sich gerade in der Innenstadt viele Stationen sehr tief unter der Oberfläche. Ausnahmen davon sind die Stationen der Linie C, die in der Anfangszeit des Prager U-Bahn-Baus errichtet wurden und wegen der ursprünglichen Planung von U-Straßenbahn-Strecken in einfacher Tiefenlage liegen. Die Station Náměstí Míru ist mit einer Tiefe von 53 Metern unter der Erdoberfläche die tiefstgelegene Station des Netzes und damit zugleich der zweittiefstgelegene U-Bahnhof in der Europäischen Union nach der Station El Coll | La Teixonera in Barcelona.
Einige Stationen der Prager U-Bahn liegen zwischen zwei markanten Orten, sind aber nach einem dieser Orte benannt. Die Ausgänge an der Oberfläche können so teils fünf bis 10 Gehminuten auseinander liegen, weshalb es sich empfiehlt, auf den richtigen Ausgang der Station zu achten.
Eine herausragende Bedeutung haben die drei Transferstationen, in denen sich je zwei Linien kreuzen: Florenc, Můstek und Muzeum. Die Transferwege zwischen den entsprechenden Linien sind deutlich gekennzeichnet und innerhalb von drei bis fünf Minuten zu bewältigen. Viele Beschilderungen in den Stationen sind in den Kennfarben der befahrenen Linie gehalten.

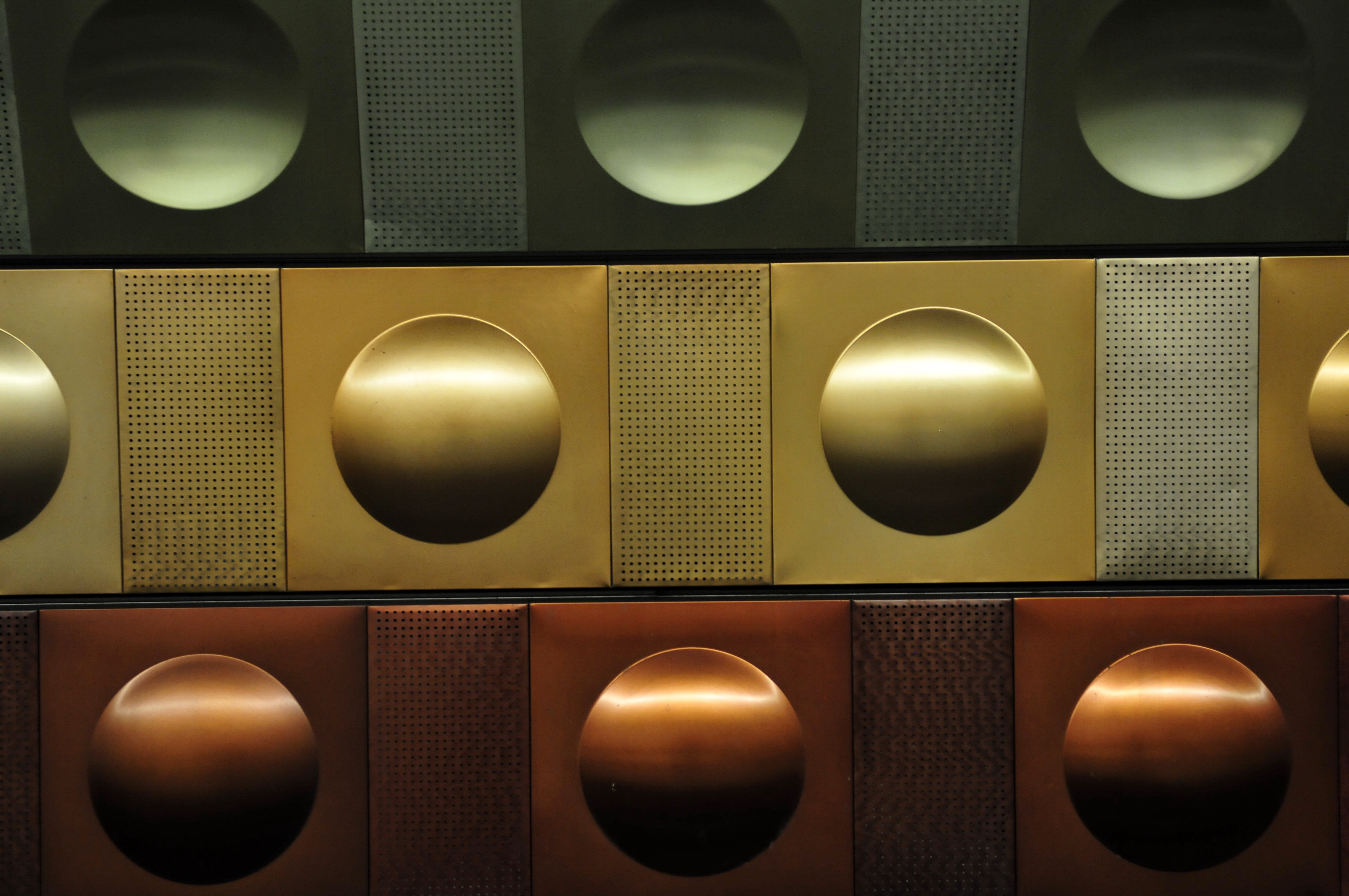
Konkave und konvexe Aluminiumpanels in der Station Muzeum

Die Metrostationen haben eine recht unterschiedliche Ausgestaltung, zahlreiche verfügen über keine nennenswerten künstlerischen Elemente und sind mit Fliesen ausgelegt. In einigen Bahnhöfen wurde jedoch auch Marmor zur Verkleidung der Böden, Wandflächen und Säulen verwendet. Die älteren Stationen der Linie A sind oftmals mit architektonischen Elementen aus den 1970er Jahren gestaltet, darunter in verschiedenen Farbtönen gehaltene, leicht konvex oder konkav gewölbte oder flache Glas- und Aluminiumfliesen (im Volksmund auch „prsa a antiprsa“, „Busen und Antibusen“ genannt). Durch diese unterschiedliche Farb- und Formgestaltung der Elemente kann jeder Bahnhof eine individuelle Ausgestaltung vorweisen. Stationen neueren Datums sind moderner und funktioneller gehalten. Es wird außerdem versucht, natürliches Licht bis auf die Bahnsteige durchfallen zu lassen.

### Ansagen
Vor dem Schließen der Türen ist in den Wagen eine automatische Ansage zu hören, die früher auf Compactcassette aufgezeichnet war und heute digital gespeichert ist: „Ukončete prosím výstup a nástup, dveře se zavírají.“ (Beenden Sie bitte das Aus- und Einsteigen, die Türen schließen.) Die Ansage auf der Linie A stammt seit über 30 Jahren von derselben Rundfunk-Mitarbeiterin Světlana Lavíčková und ist inzwischen für die Metro Prag genauso charakteristisch wie das Mind the gap in der London Underground. Auf der Linie B werden die Stationen von der TV-Moderatorin Eva Jurinová und vom Rundfunkmoderator Tomáš Černý auf der Linie C angesagt.

## Fahrgastzahlen

Grafik zur Entwicklung der Fahrgastzahlen

Die Metro hat in ihrer dreißigjährigen Geschichte mehr als 10 Milliarden Fahrgäste befördert. Sie bewältigt heute mit mehr als einer Million Fahrgästen täglich rund 40 Prozent des Transportaufkommens der Stadt. Bis 1992 konnte die Metro eine kontinuierliche Steigerung der jährlichen Fahrgastzahlen verzeichnen. In jenem Jahr hatte sie ihren Rekord von rund 630 Millionen beförderten Gästen erreicht. Danach fielen die Zahlen stark, es wurde 1996 ein Absinken um mehr als 200 Millionen Fahrgäste gegenüber 1992 verzeichnet, bis sich im Jahr 1997 der Trend wieder zu Gunsten der Metro verbesserte. Seitdem stiegen die Fahrgastzahlen wieder bis zum Jahr 2008.
| Jahr | Fahrgastzahl |
| ---- | ------------ |
| 1974 | 038.904.000  |
| 1975 | 063.989.000  |
| 1976 | 095.547.000  |
| 1977 | 102.832.000  |
| 1978 | 144.082.000  |
| 1979 | 206.961.000  |
| 1980 | 216.926.000  |
| 1981 | 254.785.000  |
| 1982 | 259.650.000  |
| 1983 | 269.902.000  |
| 1984 | 272.888.000  |

| Jahr | Fahrgastzahl |
| ---- | ------------ |
| 1985 | 335.151.000  |
| 1986 | 410.961.000  |
| 1987 | 431.418.000  |
| 1988 | 446.088.000  |
| 1989 | 459.362.000  |
| 1990 | 472.002.000  |
| 1991 | 556.503.000  |
| 1992 | 629.162.000  |
| 1993 | 554.868.000  |
| 1994 | 531.401.000  |
| 1995 | 413.442.000  |

| Jahr | Fahrgastzahl |
| ---- | ------------ |
| 1996 | 406.127.000  |
| 1997 | 407.010.000  |
| 1998 | 408.297.000  |
| 1999 | 428.076.000  |
| 2000 | 423.187.000  |
| 2001 | 442.448.000  |
| 2002 | 416.000.000  |
| 2003 | 459.000.000  |
| 2004 | 496.013.000  |
| 2005 | 515.098.000  |
| 2006 | 531.239.000  |

| Jahr | Fahrgastzahl |
| ---- | ------------ |
| 2007 | 537.266.000  |
| 2008 | 596.893.000  |
| 2009 | 584.880.000  |
| 2010 | 578.500.000  |
| 2011 | 530.493.000  |
| 2012 | 589.165.000  |
| 2013 | 583.867.000  |
| 2014 | 450.136.200  |
| 2015 | 584.000.000  |
| 2020 | 251.423.000  |

## Fahrzeuge

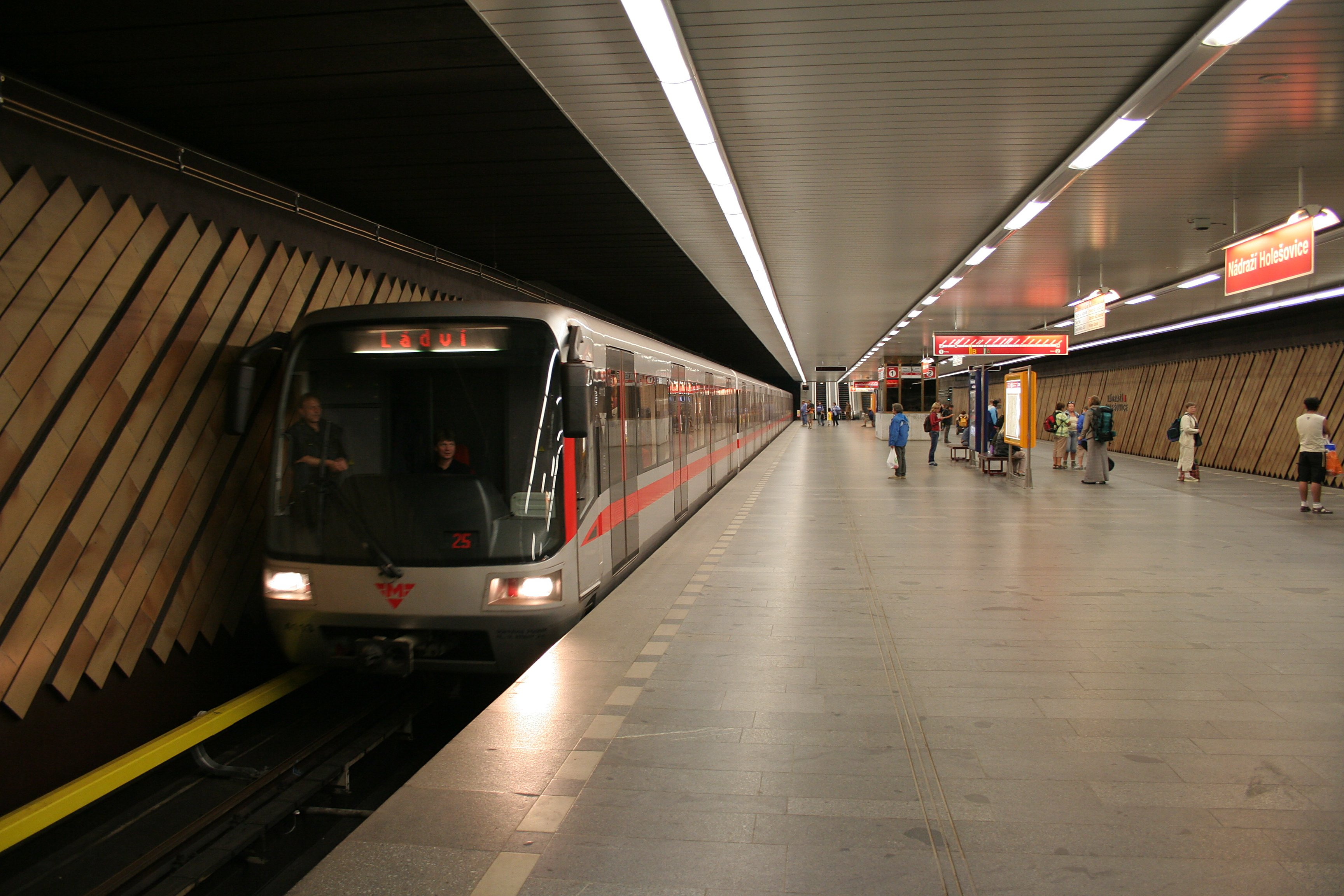
Ein Zug des Typs M1 in der Station Nádraží Holešovice

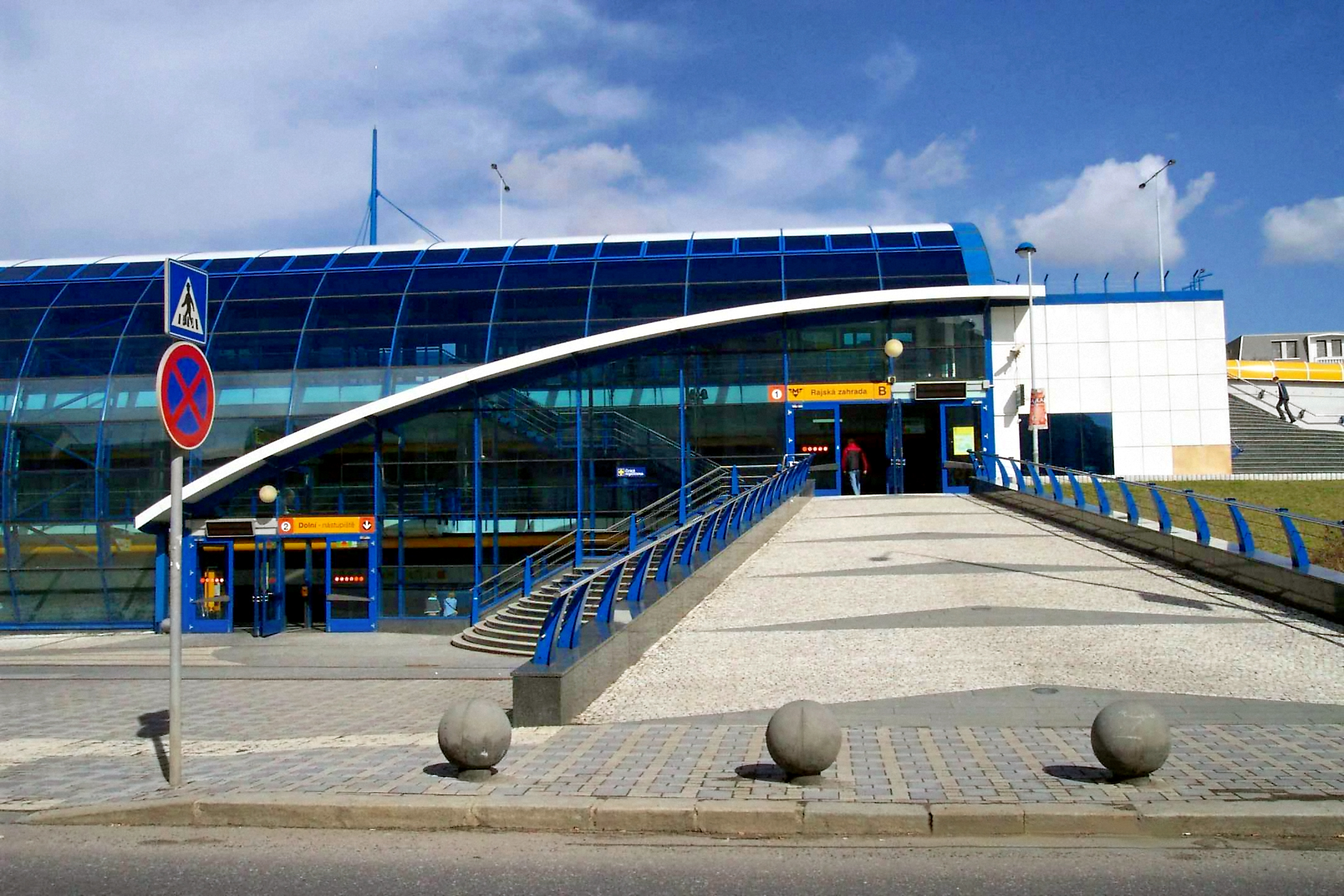
Station Rajská Zahrada

Im Netz der Metro Prag wurden bisher vier Wagenbauarten eingesetzt. Die Fahrstromversorgung erfolgt durch seitliche, von unten bestrichene Stromschienen. Sie werden mit Gleichspannung versorgt, ihr Nennwert beträgt 750 Volt.

### Škoda 81-71M (seit 1996)
Die bei ihrer Entstehung technisch veraltete Wagengeneration 81-717.1/81-714.1 aus der Sowjetunion wurde ab 1996 durch Škoda Transportation a.s. Plzeň modernisiert, die neue Bezeichnung dieser Wagenbaureihe lautet 81-71M. Der Beschluss für diese Maßnahme erfolgte aus Kostengründen. Die Nutzung der bisherigen Wagenkästen war deutlich kostengünstiger als eine Neubeschaffung, wobei für die Linie C Neufahrzeuge (M1) beschafft wurden und die Haushaltslage damit bereits angespannt war.
Die augenscheinlichste Veränderung betrifft die Lackierung: die Wagenkästen und die Türen wurden in den Farben Dunkelgrau, Rot und Grau umlackiert. Auch wurden die Frontscheiben stark dem neuen Design angepasst. Die Modernisierung umfasste aber insbesondere eine technische  Überholung. Die Wagenkästen wurden vollständig entkernt. Verbaut wurde eine zeitgemäße Steuerung, Motoren, Führerstände und Fahrgasteinrichtung.
Derzeit wird die Baureihe auf den Linien A und B eingesetzt.
Langfristig sollen diese Fahrzeuge ersetzt werden durch den Einsatz der M1-Züge von der Linie C. Diese soll auf führerlosen Fahrbetrieb umgerüstet werden und Neufahrzeuge erhalten.

### ČKD/Siemens M1/M1D (seit 1998)
Die vierte und neueste Wagengeneration besteht aus Fahrzeugen der Baureihe M1. Sie wurden von einem Konsortium von ČKD Dopravní systémy, Siemens und Adtranz entwickelt und zunächst durch ČKD gebaut. Das erste Triebzug wurde 1998 vorgestellt. 2001 übernahm Siemens das Unternehmen ČKD und damit die Fertigung dieser Einheiten. Die Farbgebung der fünfteiligen Züge wurde leicht zu Gunsten eines hellgrauen Tons modifiziert. Vorteil der Baureihe M1 gegenüber dem Vorgängerbauarten ist die wesentlich geringere Masse, was die Statik der Nusle-Brücke im Nusle-Tal schont. Auch die Nutzung von effizienten Asynchronmotoren senkt bei den Einheiten des Typs M1D den Energieverbrauch zusätzlich. Derzeit sind die Züge hauptsächlich auf der Linie C im Einsatz, allerdings ist nach der geplanten Umstellung dieser Linie auf fahrerlosen Betrieb der Einsatz auf den Linien A und B vorgesehen.

### Zukünftige Fahrzeuge
Für den Einsatz auf der Linie D ist die Beschaffung einer neuen Baureihe vorgesehen. Die Züge sollen ca. 100 Meter lang sein, aus jeweils fünf Wagen bestehen und für den auf der Linie D vorgesehenen fahrerlosen Betrieb nach GoA 4 ausgerüstet sein. Im Januar 2024 wurde die Lieferung von insgesamt 69 Zügen und des entsprechenden Zugbeeinflussungssystems mit einem Gesamtwert von rund 86 Mrd. Kč (umgerechnet ca. 3,4 Mrd. €) ausgeschrieben. Die ersten Züge sollen bis 2027 bzw. 2028 fertiggestellt sein, wobei insgesamt 53 Züge für die Linie C und 16 Züge für die Linie D vorgesehen sind.

### Historische Fahrzeuge

#### Metrowagonmasch Ečs (1974–1997)
Die zuerst eingesetzten Triebwagen entsprachen dem sowjetischen Typ E. Mit der Anpassung an Prager Verhältnisse erhielten sie die Typenbezeichnung Ečs. Sie wurden in der Waggonfabrik Metrowagonmasch bei Moskau hergestellt und in den Jahren 1974 bis 1977 ausgeliefert. Die Konstruktion wurde auf ein hohes Fassungsvermögen und schnellen Fahrgastwechsel ausgelegt. Auf jeder Wagenseite gibt es vier vom Triebwagenführer zentral betätigte zweiflügelige Taschenschiebetüren. Der Sitzplatzanteil ist vergleichsweise gering, es gibt ausschließlich Längsbänke an den Seitenwänden. Die Beleuchtung erfolgt durch Glühlampen. Jeder Wagen ist mit einem Führerstand ausgerüstet und einzeln fahrbar. Die kürzeste im Regelbetrieb einsetzbare Zugeinheit besteht aus zwei Wagen. Ein Wagen ist 18,81 Meter lang und 2,712 Meter breit. Um Züge auch evakuieren zu können, wenn sie an Engstellen zum Stehen kommen, gibt es an den Wagenenden zusätzliche Türen. Die zugelassene Höchstgeschwindigkeit beträgt 80 km/h, möglich sind aber auch 90 km/h. Bis 1997 waren noch Fahrzeuge dieses Typs im Einsatz, bevor sie aus dem Regelbetrieb genommen und teilweise in Museen überführt wurden bzw. als historische Wagen im Depot der Prager Verkehrsbetriebe stehen.

#### Metrowagonmasch 81-717.1/81-714.1 (1978–2009)
Bis 2009 existierten noch Wagen der zweiten Generation 81-717.1/81-714.1, die zwischen 1978 und 1990 in Betrieb genommen wurden. Äußerlich fallen die geänderten Führerstandsfronten auf. Nur die Endwagen 81-717.1 verfügen über einen Führerstand, die Mittelwagen 81-714.1 dagegen nicht. Damit bieten die Züge ein höheres Fassungsvermögen. Trotzdem sind alle Wagen Triebwagen. Die Inneneinrichtung ähnelt der Vorgängerbauart, durch die Ausrüstung mit Leuchtstoffröhren wirken sie deutlich heller. Dieser Wagentyp ist – in anderer Farbgebung – auch in Metronetzen in Städten ehemals sozialistischer Länder wie Budapest oder Warschau anzutreffen. Hersteller war ebenfalls Metrowagonmasch. Auffallend ist die Prager Variante dieses Typs mit roten Türen und einem gelben Streifen unterhalb der Fensterscheiben, da der übrige Wagenkasten in einem grauen Farbton gestaltet ist. Die Außenmaße haben sich gegenüber dem Wagentyp Ečs nicht verändert, auch erhielt er die gleiche Höchstgeschwindigkeit.

## Fahrzeugdepots und Werkstätten
Das U-Bahn-System Prags hat drei Fahrzeugdepots, die jeweils einer Linie zugeordnet sind, und darüber hinaus eine Reparaturwerkstatt.

### Depot Kačerov

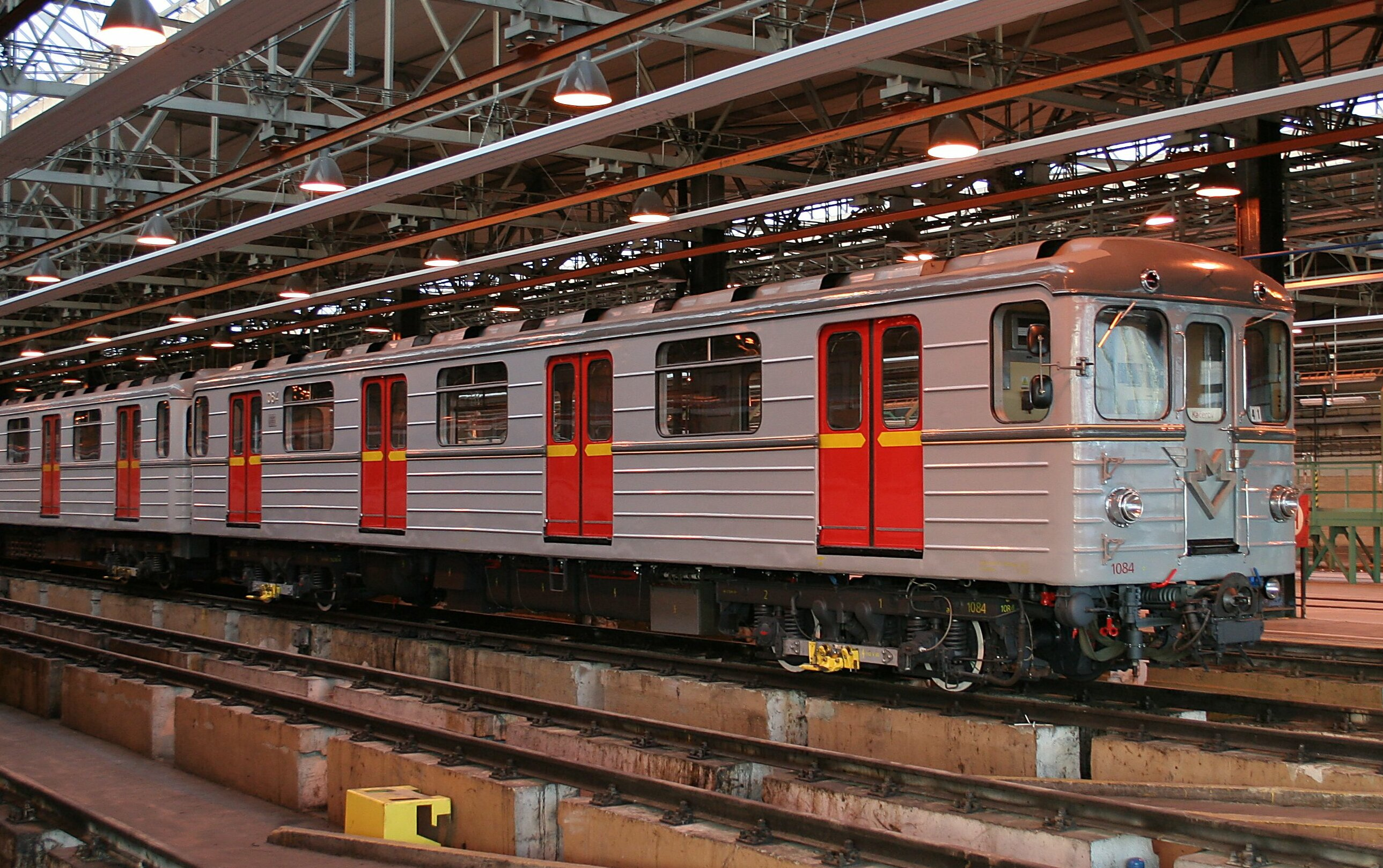
Zugtyp Ečs im Depot Kačerov

Das Depot Kačerov wurde am 9. Mai 1974 eröffnet und ist damit das erste des Systems. Dieser Betriebshof ist der Linie C zugeordnet, war jedoch zeitweise auch für die anderen beiden Linien zuständig. Er befindet sich zwischen den beiden Stationen Kačerov und Roztyly, da das Liniennetz zum Zeitpunkt der Eröffnung lediglich bis Kačerov reichte, später aber verlängert wurde. So entstand nach der Station Kačerov in Richtung Háje eine Rampe, die zwischen beiden Gleisen liegt und an die Oberfläche führt. Vor der Eröffnung des Depots existierte bereits seit dem 1. Mai 1971 eine Versuchsstrecke direkt am Betriebshof, die das U-Bahn-System mit dem Eisenbahnnetz der České dráhy (ČD, ehemals ČSD) verbindet. Das offizielle Kürzel zur Bezeichnung des Betriebshofes lautet DK.

### Depot Hostivař

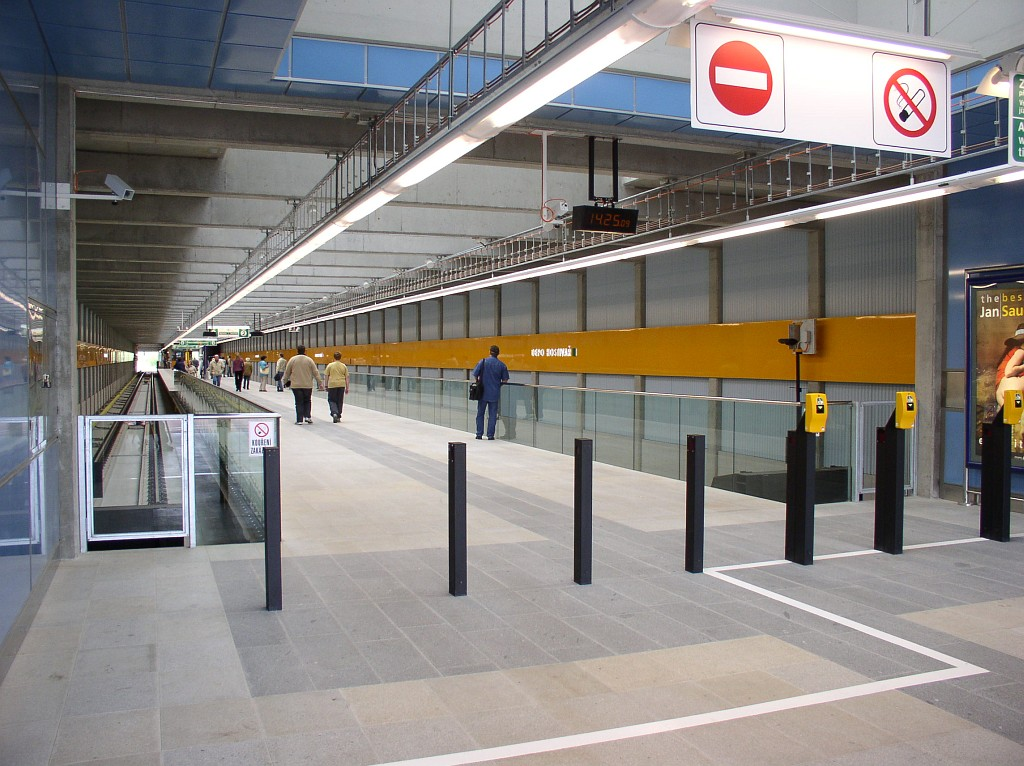
Depo Hostivař, eine Station mit Stumpfgleisen

Das Depot Hostivař an der Endstation der Linie A ist Betriebshof dieser Linie. Es wurde am 17. Oktober 1985 eröffnet. Dabei führen zwei Gleise von der Station Skalka aus ins Freie und verbinden somit das Depot mit der Strecke. Die Kurzbezeichnung des Betriebshofes lautet DH. Hier befindet sich auch die einzige Reparaturwerkstatt des Metrosystems, die am 1. Juli 1993 in Betrieb genommen wurde. Sie wird mit der Abkürzung OZM, stehend für Opravárenská základna metra (Reparaturwerkstatt der Metro), benannt. Auch sind diese beiden Gelände über eine Teststrecke mit dem Eisenbahnnetz der České dráhy (ČD) verbunden. Ursprünglich gab es zwei Gleisverbindungen von der Station Strašnicka aus, getrennt für Betriebshof und Werkstatt. Am 4. Juli 1990 wurde die Station Skalka, die sich genau in der Mitte beider Gleisverbindungen befindet, eröffnet. Damit wurde ein Teil der Gleisverbindungen nachträglich zum Normalbetrieb umfunktioniert. Seit 2006 gibt es inmitten des Wagenparks die Station Depo Hostivař mit der Besonderheit, dass die Trasse der Linie A direkt in der Station mit Stumpfgleisen endet.

### Depot Zličín
Das am 11. November 1994 neueröffnete Depot Zličín ist der Linie B zugeordnet und befindet sich westlich der gleichnamigen Station. Sie besteht genau genommen aus drei nacheinander eröffneten Teilen. Dabei konnte am 10. Juli 2000 ein zweiter Teil in Betrieb gesetzt werden, seit dem 27. Juni 2001 wird auch ein dritter Teil benutzt. Seit dem 14. Januar 1999 existiert eine Gleisverbindung zwischen diesem Depot und dem Eisenbahnnetz der České dráhy (ČD) als auch zur Siemens DT, die mit der Übernahme von ČKD Fahrzeuge der Prager Straßenbahn unterhält.

### Übergangsrampen zwischen den Linien
Zwischen den Linien A und C sowie B und C existieren Übergangsrampen, da in der Anfangszeit nur ein Depot für alle Züge zur Verfügung stand. Vor der Station I.P. Pavlova führen zwei nach seitlich außen führende Einzelrampen zur Station Náměstí míru. Am Übergangsbahnhof Florenc führt eine Mittelrampe die Züge zwischen den beiden Ebenen der Linien B und C.

## Geschichte

### Ideen und erste Ansätze

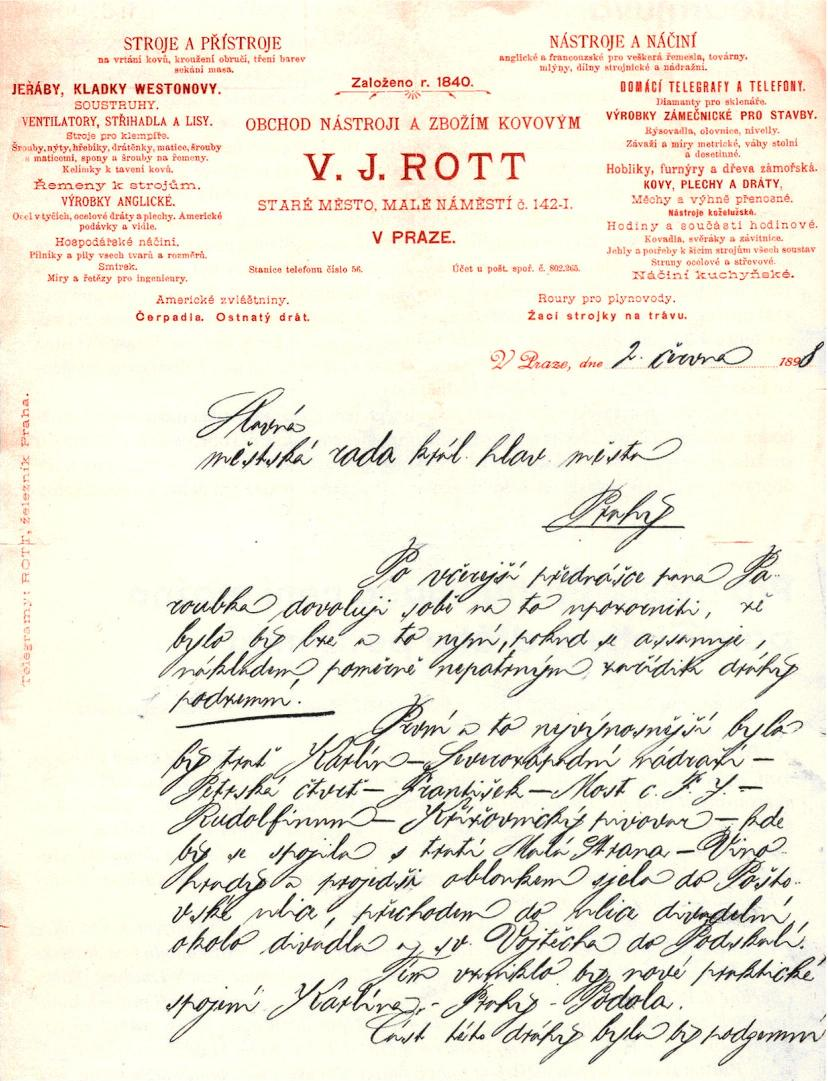
Ladislav Rotts Vorschlag dem Stadtrat der königlichen Hauptstadt Prag

Die Idee der Errichtung einer Untergrundbahn in Prag kam zum ersten Mal 1898 auf. Ladislav Rott, ein bekannter Eisenwarenhändler der Stadt, schlug damals dem Stadtrat der königlichen Hauptstadt Prag vor: „Ich erlaube mir, Sie darauf aufmerksam zu machen, dass es nun, da gerade die Assanierung verläuft, mit nur geringem finanziellem Aufwand möglich wäre, eine unterirdische Bahn zu errichten. Denn bei den verlaufenden Arbeiten an der Kanalisation werden die verschiedensten Gräben in der ganzen Stadt gegraben und so wären die Kosten dieser Bahn nur mäßig.“ Seit 1863 gab es bereits die Underground in London, seit 1896 die Földalatti in Budapest. Und als Ladislav Rott die Untergrundbahn für Prag vorschlug, baute man eine solche gerade in Berlin und Paris. Die Assanierung sowie die Errichtung einer neuen Kanalisation wurden durchgeführt, die Untergrundbahn jedoch wurde nicht realisiert.
Nach der Gründung der Tschechoslowakei im Jahre 1918 wurde erneut von einigen eine Untergrundbahn für die Hauptstadt des neuen Staates in Betracht gezogen. 1926 erläuterte der Ingenieur Jiří Hrusa seine Vorstellung hinsichtlich einer eventuellen Streckenführung einer solchen unterirdischen Bahn, die der heutigen recht nahekam. Zudem hatte der Ingenieur genaue Vorstellungen über die Bewegungsströme in den zu errichtenden Stationen. Er erklärte: „In jeder Untergrundstation werden drei Bahnsteige sein, die parallel zueinander liegen. Die zwei äußeren sind für den Einstieg, der innere für den Ausstieg. Wenn also ein Zug in die Station einfährt, befinden sich auf beiden Seiten Bahnsteige – die Türen öffnen sich auf beiden Seiten, und die Fahrgäste steigen nach rechts auf den Bahnsteig aus, zugleich steigen links neue Fahrgäste ein.“ Diese als Spanische Lösung bekannte Trennung der Ein- und Ausstiegsströme in den U-Bahn-Stationen wurde jedoch nicht umgesetzt.
Ende 1926 stellten die beiden Ingenieure Vladimír List und Bohumil Belada ihre Variante der U-Bahn in Prag vor. Dieser bekannteste Entwurf wurde in einer Studie unter dem Namen „Unterirdische Schnellbahn für Prag“ veröffentlicht. Rückblickend sprach 1935 Vladimir List in einer Rundfunkaufnahme: „Vor acht Jahren habe ich gemeinsam mit Ingenieur Belada der Stadt Prag unser Projekt einer Untergrundbahn gewidmet. Auch wenn man uns wie Fantasten anstarrte, weckten wir einiges Interesse. Die Elektrischen Betriebe schrieben für April 1931 einen öffentlichen Wettbewerb zur Lösung der gegenwärtigen Prager Verkehrsprobleme aus. Seitdem hat sich die Verkehrssituation in Prag durch die ständige Zunahme an Automobilen noch verschlechtert. Heute gibt es in Prag 27.000 Automobile, gegenüber 22.000, als der Wettbewerb ausgeschrieben wurde. Die Automobile verstopfen die Prager Straßen so sehr, dass selbst der zuständige Polizeirat öffentlich auf die Gefahr einer Verkehrskatastrophe hinweist und sich für den Bau einer Untergrundbahn ausspricht.“
Im April 1931 fand ein öffentlicher Wettbewerb zur Lösung der Verkehrsprobleme statt, woraus auch drei Sieger hervorgingen. Deren Pläne wurden dann jedoch nicht umgesetzt. Die Entwürfe der Metro entsprachen etwa der heutigen Linienkonzeption mit drei Linien, doch hatten sie alle eine kombinierte Lösung aus ober- und unterirdischer Trasse als Grundlage, da die Berliner U-Bahn mit dieser Lösung als Vorbild der Konzeptionen stand.

### Vergebliches Warten auf den Baubeginn
Zu Beginn des Jahres 1939 waren die Betreiber der Prager Straßenbahnen bereit, die Verkehrsprobleme in der Stadt zu lösen. Dadurch standen detailliert ausgearbeitete U-Bahn-Pläne kurz vor der Verwirklichung. Sogar die Okkupation der Böhmischen Länder durch das nationalsozialistische Deutschland und die Errichtung des Protektorats Böhmen und Mähren im März 1939 stoppten die ausgereiften Pläne nicht, die bereits Stationszeichnungen, Fahrzeugentwürfe und Probebohrungen beinhalteten, die Linie A erreichte sogar das Stadium eines Durchführungsprojektes. Jedoch wartete man letztendlich vergeblich auf den entscheidenden Baustart, da die Arbeiten im Juni 1941 vorläufig eingestellt wurden. Im Mai 1943 wurde, bedingt durch den folgenden Verlauf des Zweiten Weltkrieges, das U-Bahn-Projekt endgültig verworfen.
Nach dem Ende des Zweiten Weltkrieges sollten die Arbeiten laut Presse nun doch wieder aufgenommen werden. Jedoch war die Machtübernahme durch die Kommunisten im Februar 1948 ein weiteres Hindernis für den Bau des unterirdischen Bahnnetzes. Die tschechoslowakische Regierung entschied sich einerseits auf Grund der hohen Kosten als auch wohl aus ideologischen Gründen gegen die Umsetzung der Pläne aus der Vorkriegszeit.

### Realisierung

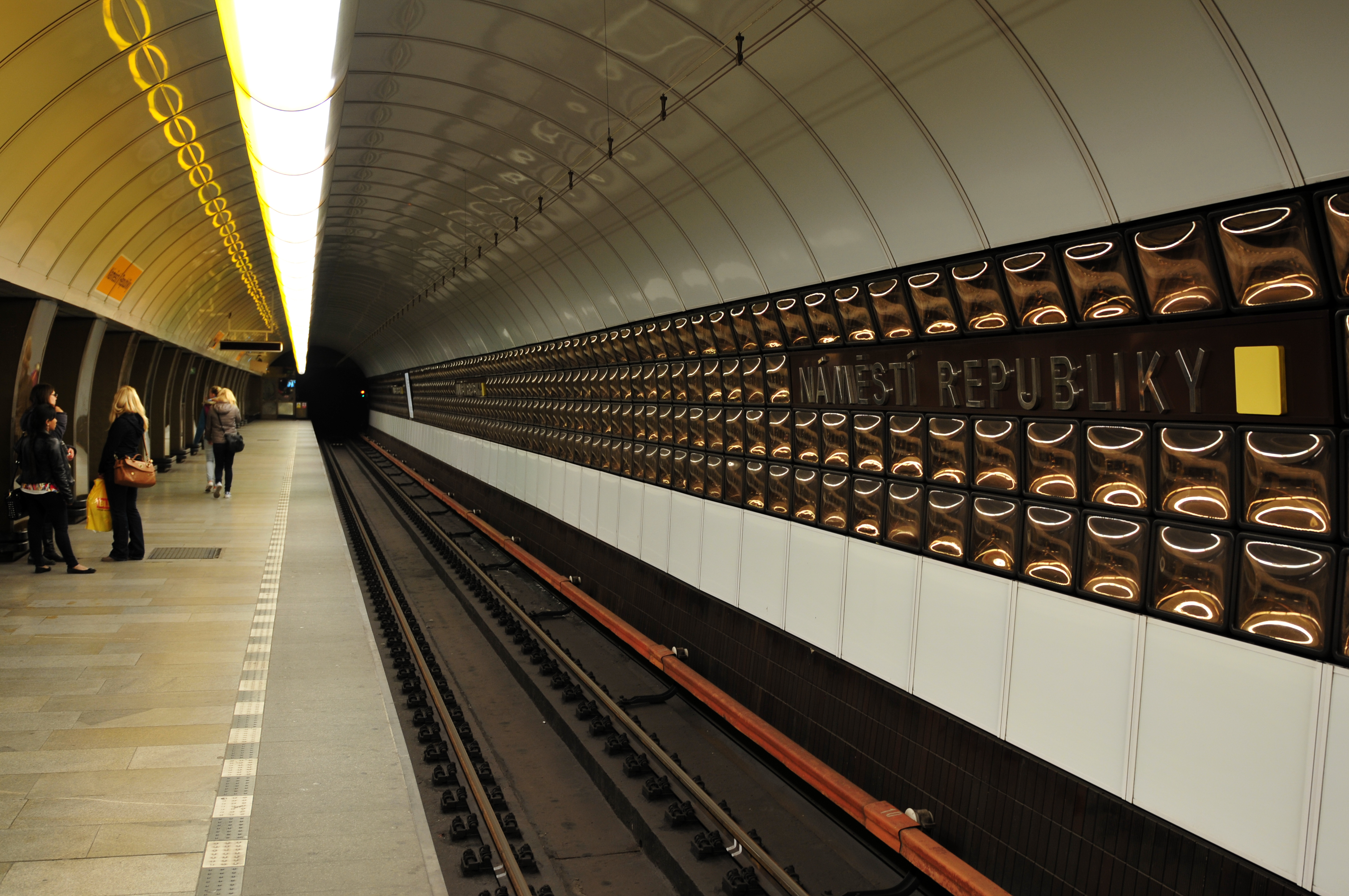
Station Náměstí Republiky

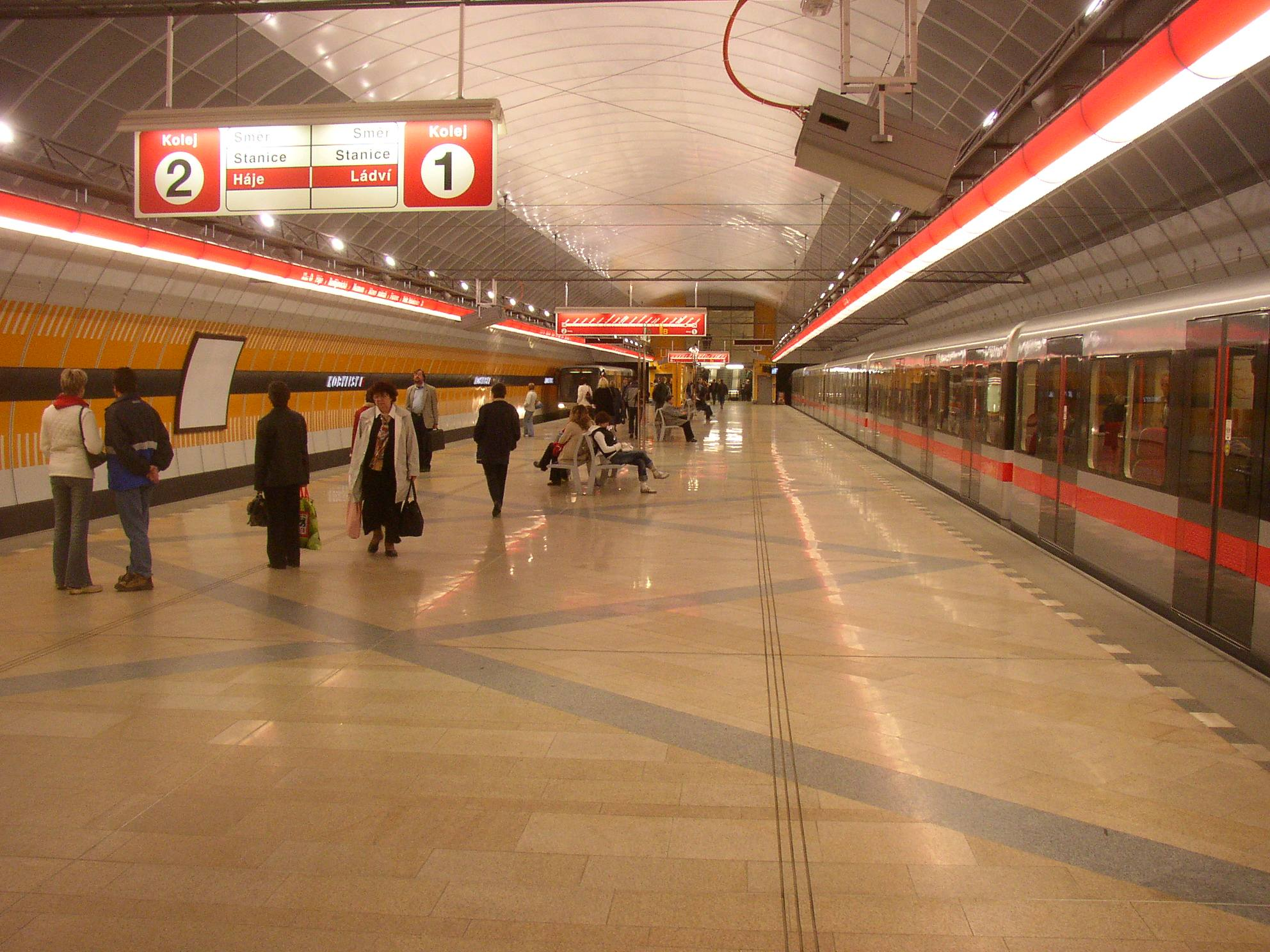
Station Kobylisy

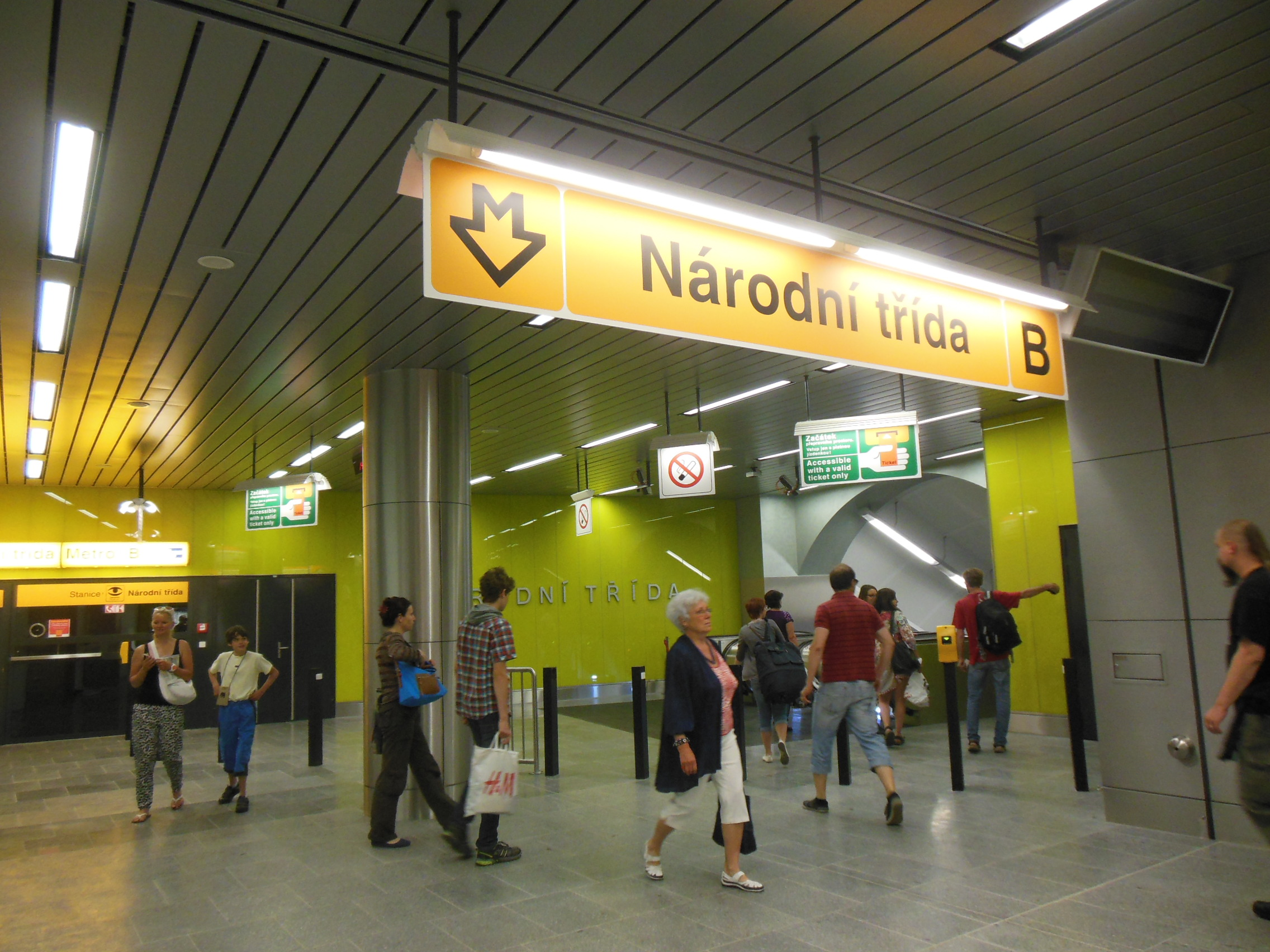
Station Národní třída

In den 1960er Jahren nahmen die innerstädtischen Verkehrsströme weiter stark zu, die Straßenbahnzüge standen oftmals im Stau oder hatten technische Mängel. Die Zeit für eine Lösung für den Individualverkehr und den ÖPNV war knapp, es musste nun endlich eine schnelle, effiziente und vor allem entlastende Verkehrsader für die Stadt geschaffen werden. Endlich beschloss die tschechoslowakische Regierung, eine Schnellstraßenbahn zu errichten, die im Stadtzentrum im Tunnel, aber außerhalb wieder an der Oberfläche verlaufen sollte.
Die Projektierung und Umsetzung wurde mit Hilfe der UdSSR durchgeführt. Für die Linie A wurden aus der UdSSR 43.000 Tonnen Eisentübbings, 21 Rolltreppen und viele andere Elemente geliefert. Die Kenner der Moskauer Metro erkennen sofort Ähnlichkeiten in den Details.
Die Prager Abendzeitung Večerní Praha verkündete am 7. Januar 1966 wie folgt: „Ein historischer Augenblick für den Prager Verkehr: der Bau einer unterirdischen Straßenbahn hat begonnen. Heute um 14 Uhr erfolgte der erste Spatenstich für die Untergrundbahn.“
Es erfolgte die Verlegung der ersten Ingenieurnetze in der Opletalova ulice für den ersten Tunnelabschnitt der Straßenbahn. Ein paar Monate später wurde ein tschechoslowakisch-sowjetischer Kooperationsvertrag geschlossen; die Stadt wandelte sich zu einer Großbaustelle. Viele Straßen waren aufgerissen, Häuser mussten abgerissen werden, der Prachtboulevard Wenzelsplatz war verkehrstechnisch nicht mehr zu nutzen, häufig auch nicht begehbar. Die Fußwege wurden teilweise durch geöffnete Erdgeschossbereiche der Wohnbauten gelegt. Diese Methode der offenen Bauweise, auch unter dem Namen cut and cover bekannt, bei der Straßen aufgerissen und die Gleisanlagen direkt unter der Straße verlegt werden, wurde beim U-Bahn-Bau der ersten Abschnitte des Netzes angewandt, da man in Prag bis dahin noch keine Erfahrungen auf dem Gebiet des Tunnelbaus hatte. Daher liegen die Stationen der Linie C oftmals nicht so tief wie die der anderen beiden Linien, die durch Bohrungen mit Schildvortriebmaschinen entstanden.
Am 9. August 1967 kam die Wende; die Regierung beschloss nun den Bau einer vollwertigen U-Bahn, die nur unterirdisch verlaufen sollte. Alle ursprünglichen Pläne einer Kombilösung mit der Straßenbahn wurden verworfen. Dabei musste man viel improvisieren – einige Stationen waren offensichtlich für die Straßenbahn ausgelegt. So gibt es heute auf der Station Hlavní nádraží (Hauptbahnhof) nur – insbesondere für Ortsfremde – unpraktische Seitenbahnsteige, die große Raumhöhe war für die Unterbringung der Oberleitung ausgelegt.
Das erste Teilstück des neuen Verkehrsmittels in der Stadt war eine 6,6 Kilometer lange Teilstrecke der Linie C zwischen Sokolovská (heute Florenc) und Kačerov und wurde am 9. Mai 1974 freigegeben (Jahrestag der Befreiung von Prag durch die Rote Armee). Bei den Eröffnungsfeiern betonte man die internationale Politik, die Zusammenarbeit der sozialistischen Länder und vor allem die tschechoslowakisch-sowjetische Freundschaft. Angebliche Versuche der Regierungsgegner vom Prager Frühling, das Projekt zu stoppen, wurden verurteilt.

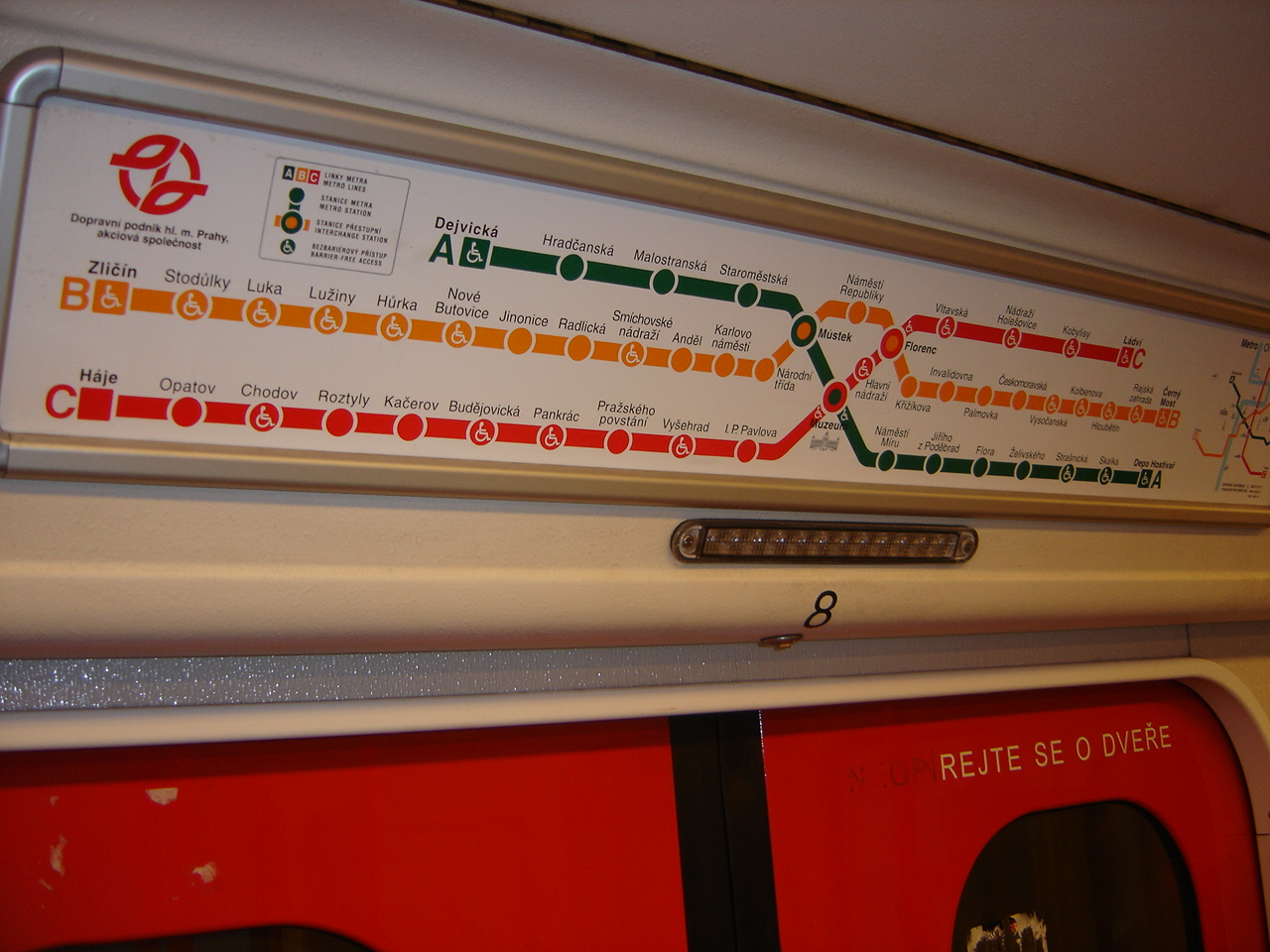
Plan der drei U-Bahn-Linien über einer Einstiegstür, auch als jezevčík (,Dackel‘) bezeichnet (2007)

Diese erste Linie wurde zum 7. November 1980 bis Háje und zum 3. November 1984 bis Bahnhof Holešovice (Nádraží Holešovice) ausgebaut. Damit war die Unterquerung der Moldau fertiggestellt. Am 26. Juni 2004 wurde ein weiteres Teilstück der Linie C eröffnet. So wird jetzt die Moldau zweimal unterfahren. Die Linie C hat seit der letzten Verlängerung nach Letňany im Mai 2008 eine Länge von 22,4 Kilometern.
Am 12. August 1978 erfolgte die Eröffnung einer zweiten Linie, der Linie A zwischen Náměstí Míru und Dejvická. Nach drei Erweiterungen führte sie ab dem 4. Juli 1990 bis zur damaligen Endstation Skalka. Die Haltestellen Hradčanská und Staroměstská wurden 1997 und 1998 erneuert. Im Sommer 2006 wurde die Linie bis ins Depo Hostivař geführt. Seit dem 6. April 2015 hat die Strecke eine Länge von 17,1 Kilometern. An dem Tag wurde die Linie bis zur neuen Station Nemocnice Motol verlängert.
Die Linie B, die als neueste Linie am 2. November 1985 zwischen Florenc und Smíchovské nádraží eröffnet wurde, vervollständigte das innerstädtische Dreieck. Am 11. November 1994 wurde diese Linie bis zur Endstation Zličín erweitert. Bis zum 8. November 1998 wurde die Strecke bis Černý Most fertiggestellt. Nach der Eröffnung der Stationen Hloubětín und Kolbenova in den Jahren 1998 und 1999 wurde die Linie nicht weiter verlängert. Die Linie B ist mit 25,5 Kilometern die längste Strecke.
Am 22. Februar 1990 benannte man einige Stationen, deren bisherige Namen einen zu starken Bezug auf den Sozialismus nahmen, um. Dabei handelt es sich um folgende U-Bahn-Stationen:
| - Leninova zu Dejvická - Sokolovská zu Florenc - Moskevska zu Anděl - Švermova zu Jinonice | - Dukelská zu Nové Butovice - Fučíkova zu Nádraží Holešovice - Gottwaldova zu Vyšehrad - Mládežnická zu Pankrác | - Primátora Vacka zu Roztyly - Budovatelů zu Chodov - Družby zu Opatov - Kosmonautů zu Háje |

### Die Jahrhundertflut von 2002

Plan der gefluteten Stationen (blau gekennzeichnet). Am stärksten war die Linie B betroffen

Von dem Hochwasser vom August 2002 an Moldau und Elbe war auch Prag, besonders aber die U-Bahn der Stadt betroffen. Größere Teile des Netzes, darunter mindestens 17 Stationen, wurden beschädigt. Dabei ist jede der drei Linien in Mitleidenschaft gezogen worden. Die Auswirkungen des Hochwassers auf die U-Bahn stellten damit die höchsten Schäden am Eigentum der Stadt Prag dar. Dabei handelte es sich nicht nur um moldaunahe Stationen; die Wassermassen drangen teilweise durch die Tunnel zu weit vom Fluss entfernten Stellen vor. Von allen Linien war die über weite Strecken moldaunahe Linie B am stärksten betroffen. An zwei Punkten des Netzes wurden Wände durch das Wasser eingedrückt. Dabei kamen Spekulationen auf, dass die Stadt Prag den Betrieb der U-Bahn zu lange aufrechterhalten haben soll und Sicherheitstüren, die zur erheblichen Verminderung der Schäden beigetragen hätten, zu spät geschlossen wurden.
Das Hochwasser bedeutete für einen Zeitraum von mehreren Monaten eine Ausnahmesituation, da vor allem die Stationen in der Innenstadt nicht mehr betrieben werden konnten. Dies hatte zur Folge, dass der Nahverkehr somit hauptsächlich mit Bussen und Straßenbahnzügen bewältigt werden musste, was insbesondere während der Hauptverkehrszeit täglich zu überfüllten Transportmitteln führte. Das U-Bahn-Netz und deren Stationen wurden folglich schrittweise wieder in Betrieb gesetzt. Hierbei mussten sämtliche elektrische Einrichtungen und Kabel erneuert werden. Eine komplizierte Aufgabe war auch die Reparatur der beschädigten Rolltreppen.
Rund zweieinhalb Monate nach der Flut konnten die ersten Stationen eröffnet und ein Teilbetrieb ermöglicht werden. Dabei war die Eröffnung der Stationen Muzeum, Hlavní nádraží und Florenc der Linie C in der Innenstadt im Oktober 2002 ein erster wichtiger Schritt. Am 18. November 2002, noch vor dem NATO-Gipfel in der Stadt, wurde die Linie C wieder vollständig in Betrieb gesetzt, was erste Entlastungen der anderen öffentlichen Verkehrsträger mit sich brachte. Ab 9. Dezember wurden auch die Stationen Anděl und Karlovo náměstí erneut bedient. Am 21. Dezember wurde die Linie A, die bis dahin von Skalka nur bis zur Station Muzeum verkehrte, bis zu ihrer ursprünglichen Endstation Dejvická verlängert. Somit wurde diese Strecke zwar wieder durchgängig befahren, doch die beiden Bahnhöfe Malostranská und Staroměstská, welche links und rechts der Moldau in Ufernähe liegen, wurden vorerst noch ohne Halt passiert, da die Reparatur der dortigen Rolltreppen nicht abgeschlossen war.
Bei der Linie B dauerten diese Arbeiten am längsten. Hier fuhren die Züge erst Ende Januar 2003 wieder durchgängig zwischen Černý most und Zličín, wobei zunächst die Stationen Národní třída, Náměstí Republiky, Křižíkova und Invalidovna noch geschlossen blieben. Erst ab dem 30. März 2003 wurden wieder ausnahmslos alle Stationen betrieben. Der durch das Hochwasser verursachte Schaden wurde zunächst auf rund sechs Milliarden Tschechische Kronen geschätzt, nach dem Abschluss der Arbeiten jedoch auf 6,9 Milliarden Kronen (rund 230 Millionen Euro) beziffert. Dabei finanzierte die Tschechische Republik 2,8 Milliarden Kronen, 2,4 Milliarden Kronen betrug ein Kredit der Europäischen Investitionsbank, eine Milliarde Kronen wurden von Versicherungen erstattet und 700 Millionen Kronen wurden aus Eigenmitteln der Prager Verkehrsbetriebe erbracht.

## Neue Streckenprojekte

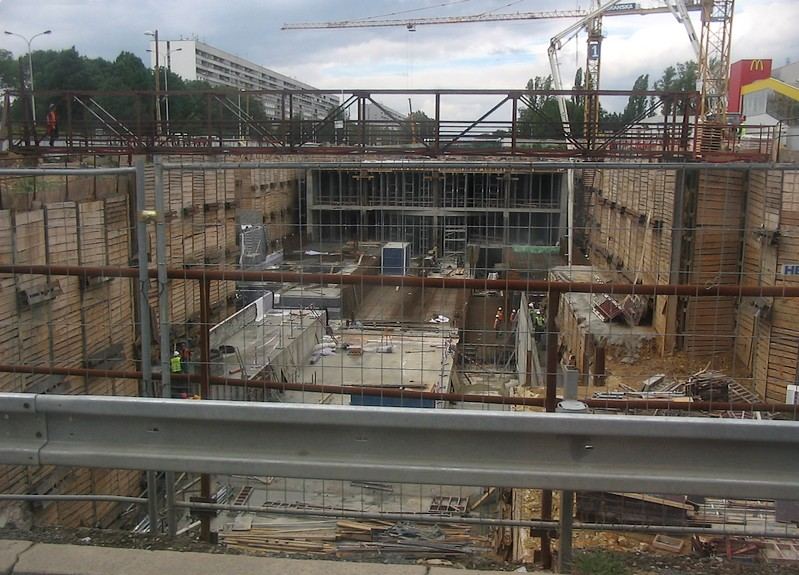
Bauarbeiten für die heutige Station Prosek

### Linie A
In den 2010er Jahren war geplant, die Linie A von der Station Dejvická über Nemocnice Motol bis zum Flughafen (Letiště Václava Havla Praha) zu verlängern. Der erste Abschnitt ging am 6. April 2015 in Betrieb. Statt einer Verlängerung der Linie A war zunächst als schnellere und günstigere Alternative eine S-Bahn-Verbindung zum Flughafen geplant. Eine Verlängerung bis zum Flughafen war im Stadtentwicklungsplan im Jahr 2019 nicht mehr enthalten.
Stattdessen soll bis zum Jahr 2029 die Bahnstrecke Praha–Chomutov ausgebaut und mit einer Zweigstrecke zum Flughafen versehen werden.
Im Jahr 2022 wurde entschieden, dass die Buslinie 119, welche von der Metrostation Nádraží Veleslavín zum Flughafen fährt, durch Oberleitungsbusse ersetzt wird. Im ersten Quartal des Jahres 2022 wurde bereits die Baugenehmigung für die Oberleitungen erteilt und wurde auch über den Kauf der O-Busse entschieden.

### Linie B
Mit dem Bau des Stadtteils Západní Město wurde ein zwei Kilometer langer Abzweig dorthin ab der Station Stodůlky angedacht. Diese Idee war im Stadtentwicklungsplan im Jahr 2019 nicht mehr enthalten. Zur neuen Linie D könnte später eine Umstiegsmöglichkeit in Náměstí Republiky oder Vysočanská entstehen.

### Linie C
Zur Linie D sollen Umstiegsmöglichkeiten in Hlavní Nádraží und Pankrác geschaffen werden. Des Weiteren könnte später eine Erweiterung von Letňany nach Čakovice erfolgen. Diese Idee war im Stadtentwicklungsplan im Jahr 2019 nicht mehr enthalten.
Zusätzlich ist eine Ausstattung der Linie mit CBTC und eine Umstellung auf fahrerlosen Betrieb der Automatisierungsstufe GoA 4 geplant, um die Zugfolgezeiten auf der Linie von aktuell 115 Sekunden auf 90 Sekunden zu reduzieren.

### Linie D
| \| \| \| \| \| \| \| \| Náměstí Míru A \| \| \| \| \| Náměstí bratří Synků \| \| \| \| \| Pankrác C \| \| \| \| \| Olbrachtova \| \| \| \| \| Nádraží Krč \| \| \| \| \| Nemocnice Krč \| \| \| \| \| Nové Dvory \| \| \| \| \| Libuš () \| \| \| \| \| Písnice \| \| \| \| \| Depo Písnice \| \| \| \| \| \| \| |  |                      |                      |
| |  |                      |                      |
| U-Bahn-Bahnhof (Strecke außer Betrieb) (im Tunnel) |  | Náměstí Míru A       | Náměstí Míru A       |
| U-Bahn-Haltepunkt / Haltestelle (Strecke außer Betrieb) (im Tunnel) |  | Náměstí bratří Synků | Náměstí bratří Synků |
| U-Bahn-Bahnhof (Strecke außer Betrieb) (im Tunnel) |  | Pankrác C            | Pankrác C            |
| U-Bahn-Haltepunkt / Haltestelle (Strecke außer Betrieb) (im Tunnel) |  | Olbrachtova          | Olbrachtova          |
| U-Bahn-Haltepunkt / Haltestelle (Strecke außer Betrieb) (im Tunnel) |  | Nádraží Krč          | Nádraží Krč          |
| U-Bahn-Haltepunkt / Haltestelle (Strecke außer Betrieb) (im Tunnel) |  | Nemocnice Krč        | Nemocnice Krč        |
| U-Bahn-Haltepunkt / Haltestelle (Strecke außer Betrieb) (im Tunnel) |  | Nové Dvory           | Nové Dvory           |
| U-Bahn-Haltepunkt / Haltestelle (Strecke außer Betrieb) (im Tunnel) |  | Libuš ()             | Libuš ()             |
| U-Bahn-Haltepunkt / Haltestelle (Strecke außer Betrieb) (im Tunnel) |  | Písnice              | Písnice              |
| U-Bahn-Bahnhof (Strecke außer Betrieb) (im Tunnel) |  | Depo Písnice         | Depo Písnice         |
| |  |                      |                      |

Seit Anfang der 2020er Jahre werden die Planungen der Linie D stark vorangetrieben. Der Bau der ersten Phase zwischen Olbrachtova und Pankrác, wo ein Umstieg zur Linie C möglich sein würde, sollte 2021 beginnen und ist (Stand September 2022) südlich der Station Pankrác im Gange. Die Fertigstellung dieses Abschnitts ist für das Jahr 2023 angedacht. Daraufhin soll in der zweiten Bauphase (bis 2029) diese Linie nordwärts zum Náměstí Míru (Friedensplatz) und südwärts zum Depo Písnice  verlängert werden. Mit der neuen Strecke erhalten weitere südlich gelegene Stadtteile einen Anschluss ans Metronetz, gleichzeitig soll die an ihre Kapazitätsgrenzen stoßende Linie C entlastet werden.
Die ersten beiden Phasen sollen zusammen über 73 Milliarden Kronen kosten.
Langfristig soll die Linie D vom Náměstí Míru Richtung Norden verlängert werden. Entweder man verlängert die Linie weiter ins Stadtzentrum zum Náměstí Republiky (Platz der Republik), wo ein Umstieg zur Linie B ermöglicht werden soll, oder weiter in Richtung Nordosten bis zur Station Vysočanská (Umstieg zur Linie B), um den Stadtteil Žižkov besser anzubinden. In beiden Varianten ist eine Anbindung des Prager Hauptbahnhofs mit einer weiteren Umsteigemöglichkeit zur Linie C sowie zur Esko angedacht. Letztere Variante hat den Nachteil, dass die geplante Umsteigestation zur Linie B sehr weit außerhalb der Innenstadt liegen würde.
Außerdem wird die Möglichkeit offengehalten, ab der Station Nové Dvory eine Zweigstrecke Richtung Südwesten in den Stadtteil Modřany führen zu lassen.
Es ist vorgesehen, die Strecke mit CBTC auszurüsten und als erste Linie des U-Bahnnetzes mit fahrerlosen Zügen zu betreiben, wofür die Stationen an der Strecke mit Bahnsteigtüren ausgestattet werden sollen.

### Linie E oder O
Die Idee einer weiteren Linie E bzw. O als Ringlinie existiert. Diese soll von Pankrác über Anděl, Hradčanská, Vltavská nach Palmovka führen und dann an die Linie D Anschluss finden. Jedoch ist der Bau dieser Linie nicht vor 2030/2040 zu erwarten.